# Seznam naselij Dubrovniško-neretvanske županije
Seznam naselij Dubrovniško-neretvanske županije.
Opomba: Naselja v ležečem tisku so opuščena.

## B
Babina - Babino Polje - Badžula - Banići - Banja - Baćina - Bijeli Vir - Blace - Blato, Dubrovniško-neretvanska županija=Blato, Korčula - Blato, Mljet - Boljenovići - Borovci - Bosanka - Brašina - Brečići - Brgat Donji - Brgat Gornji - Brijesta - Brna - Broce - Brotnice - Brsečine - Buići - Buk-Vlaka -

## C
Cavtat -

## Č
Čajkovica - Čajkovići - Čara - Čelopeci - Čepikuće - Česvinica - Čibača - Čilipi -

## Đ
Đurinići -

## D
Dančanje - Desne - Dobranje - Doli - Donja Banda - Donja Vrućica - Donje Obuljeno - Drače - Drvenik - Duba - Duba Konavoska - Duba Pelješka - Duba Stonska - Duboka - Dubrava - Dubravica, Dubrovnik - Dubravica, Metković - Dubravka - Dunave -

## G
Gabrili - Glušci - Gornja Vrućica - Gornje Obuljeno - Goveđari - Grbavac - Gromača - Gruda -

## H
Hodilje -

## I
Imotica -

## J
Janjina - Jasenice -

## K
Karbuni - Klek, Slivno - Kliševo - Kneža, Korčula - Knežica, Dubrovnik - Kobiljača - Koločep - Komaji - Komarna - Komin, Ploče - Komolac - Korita - Kozarica - Kremena - Kručica - Krvavac - Krvavac II - Kula Norinska - Kuna Konavoska - Kuna Pelješka - Kupari - Kućište -

## L
Lastovo - Lisac - Ljubač - Ljuta - Lopud - Lovište - Lovorje - Lovorno - Lozica - Luka - Lumbarda - Lučina -

## M
Majkovi - Makoše - Mali Prolog - Mali Ston - Maranovići - Martinovići - Matijevići - Metohija - Mihalj - Mihanići - Mikulići - Mislina - Mlini - Mlinište - Mokošica - Molunat - Momići - Močići - Mravinjac - Mravnica - Mrčevo -

## N
Nakovanj - Nova Mokošica - Nova Sela -

## O
Okuklje - Okulje - Orašac - Orebić - Oskorušno - Osobjava - Osojnik - Otok - Otrić-Seoci - Ošlje -

## P
Palje Brdo -
Pasadur -
Peračko Blato -
Petrača -
Petrovo Selo -
Pijavičino -
Pižinovac -
Plat -
Plina Jezero -
Pločice -
Pobrežje -
Podgora -
Podgorje -
Podgradina -
Podimoć -
Podobuče -
Podrujnica -
Polače -
Poljice -
Pomena -
Popova Luka -
Popovići -
Potirna -
Potomje -
Pozla Gora -
Prapratno -
Pridvorje -
Prigradica -
Prijevor -
Prožura -
Prožurska Luka -
Prud -
Pupnat -
Putniković -

## R
Raba - Radovčići - Račišće - Rogotin - Ropa - Rožat -

## S
Saplunara - Skrivena Luka - Slano - Slivno Ravno - Smokovljani - Smokvica - Sobra - Soline - Sparagovići - Srebreno - Sreser - Stankovići - Staševica - Ston - Stravča - Stupa - Sustjepan - Suđurađ -

## Š
Šarić Struga - Šilješki - Šipanska Luka - Štedrica - Šumet -

## T
Tomislavovac - Topolo - Točionik - Trn - Trnova - Trnovica - Trpanj - Trstenik, Orebić - Trstenik, Pelješac - Trsteno - Tuštevac -

## U
Uble - Uskoplje -

## V
Vela Luka - Vid - Vidonje - Viganj - Visočani - Vitaljina - Vlaka - Vodovađa -

## Z
Zabrđe - Zaklopatica - Zastolje - Zaton Doli - Zaton - Zavala, Slivno - Zavlatica - Zavrelje - Zvekovica -

## Ž
Žrnovo - Žuljana -